# E/OS
E/OS, Emulator Operating System, è un gestore di macchine virtuali, distribuito con licenza GPL. È in grado di eseguire programmi scritti per più piattaforme: BeOS, Microsoft Windows, Mac OS, OS/2, MS-DOS e Linux contemporaneamente. E/OS è basato sul kernel Linux, QEMU, XFree86 e Wine.
Lo scopo di E/OS è quello di eseguire un qualsiasi programma progettato da un qualsiasi sistema operativo senza la necessità di installarlo.